# Instant 0 in the Universe
Instant 0 in the Universe è un EP del gruppo musicale anglo-francese Stereolab, pubblicato nel 2003.

## Tracce
1. "...Sudden Stars" – 4:40
2. Jaunty Monty and the Bubbles of Silence – 4:10
3. Good Is Me – 5:25
4. Microclimate – 4:16
5. Mass Riff – 4:25
6. Hillbilly Motobike – 2:23